# Lodi (New Jersey)
Lodi è un comune degli Stati Uniti d'America, nella Contea di Bergen, nello Stato del New Jersey. Secondo il censimento del 2000, ha una popolazione di 23 971 abitanti. Da un punto di vista legislativo, Lodi, al pari di tutti gli altri borough del New Jersey è disciplinato dalla Municipal Manager Law, deliberata dall'assemblea statale nel 1923. Lodi deve il suo nome alla città italiana di Lodi, in Lombardia.

## Storia
Lodi fu fondata il 22 dicembre 1894, per incorporazione di porzioni delle municipalità di Lodi Township e di Saddle River Township (ora non più esistenti), sulla base dei risultati di un referendum svoltosi il giorno precedente, all'apice del fenomeno della cosiddetta Boroughitis, una sorta di "mania" che portò alla creazione, tramite referendum, di molti piccoli borough.
A Lodi è dedicata una piazza del comune italiano di Bolognetta, in Sicilia, in ricordo dei molti suoi cittadini emigrati alla volta degli Stati Uniti d'America.

## Infrastrutture e trasporti

### Stradali
- New Jersey Route 17
- U.S. Route 46
- Interstate 80

### Trasporto pubblico
Le linee di autobus 144, 161 e 164, gestite dal NJ Transit, collegano la cittadina con il Port Authority e Midtown Manhattan, mentre il 709, 712 e 780 forniscono un servizio locale